# Rainer Bartel (Ökonom)

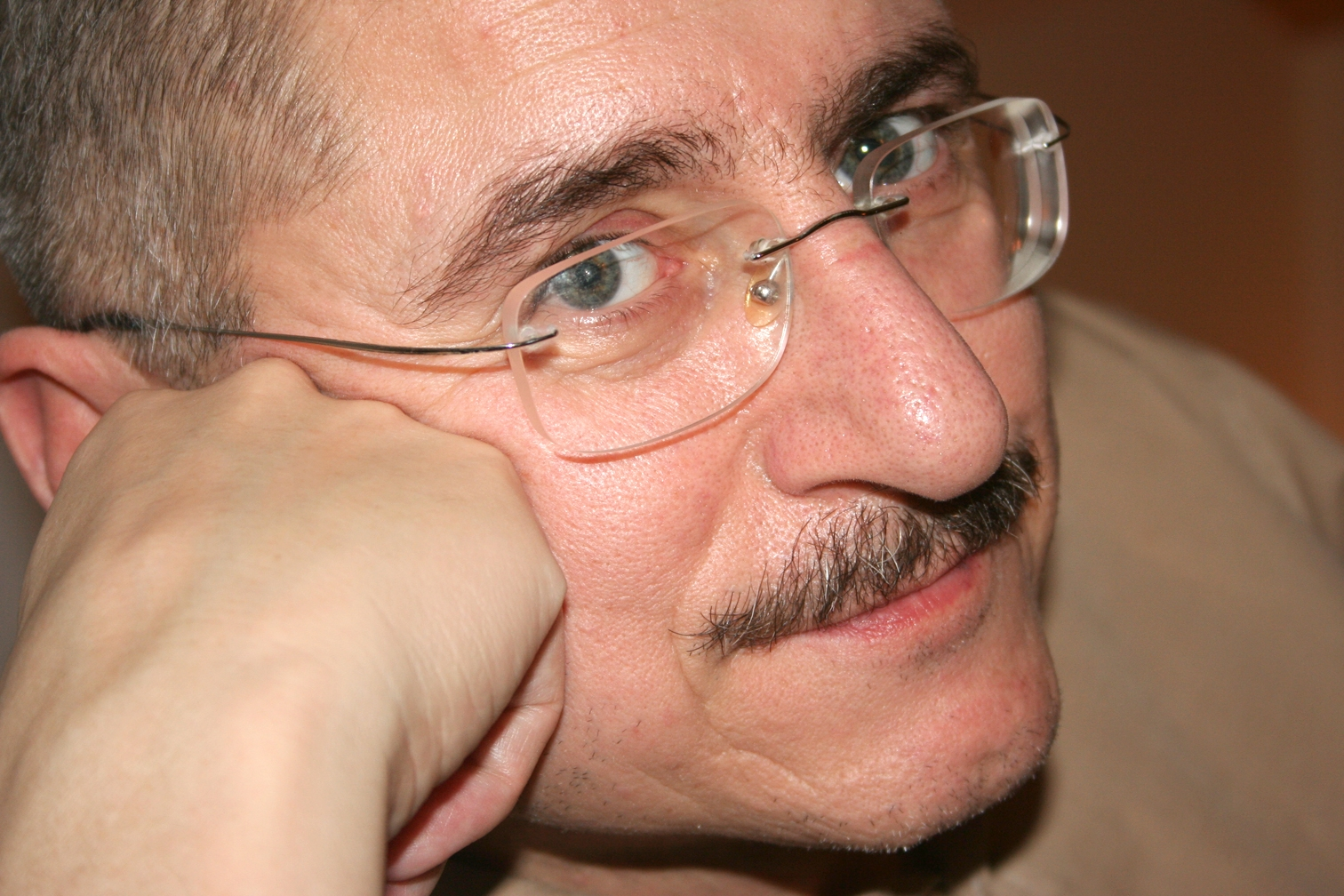
Rainer Bartel, 2006

Rainer Bartel (* 25. Oktober 1957 in Linz) ist ein österreichischer Ökonom, Dozent für Volkswirtschaft und Referent für wissenschaftliche Grundlagenarbeit in der Oberösterreichischen Landesregierung.

## Leben
Nach dem Besuch der Volksschule am Froschberg besuchte er das Neusprachliche Gymnasium an der Theresianischen Akademie in Wien, wo er mit Auszeichnung maturierte. Nach seinem Wehrdienst als Einjährig-Freiwilliger wurde er in den darauffolgenden Jahren bis zum Hauptmann der Reserve befördert.
Bartel studierte ab 1977 an der Universität Linz zunächst Volkswirtschaft und dann Sozial- und Wirtschaftswissenschaften, in letzterem Fach promovierte er 1989 zum Thema Organisationsgröße und Effizienz, die Habilitation (Zentrale öffentliche Finanzkontrolle als volkswirtschaftliche Effizienzkontrolle) folgte 1994. Im selben Jahr wurde Bartel Dozent und außerordentlicher Universitätsprofessor am Institut für Volkswirtschaftslehre der Universität Linz. Von 2004 bis 2009 war er karenziert, um als Referent für wissenschaftliche Grundlagenarbeit bei der Oberösterreichischen Landesregierung zu arbeiten.
Bartels Forschungsschwerpunkte sind methodische und paradigmatische Grundlagen sowie allgemeine Aspekte und Teilbereiche der Wirtschaftspolitik, Effizienz im öffentlichen und privaten Sektor, zentrale öffentliche Finanzkontrolle, Budgetpolitik, Umweltpolitik, Beschäftigungsökonomie und Regionalökonomie.
Seit 1987 arbeitet er ehrenamtlich in der HOSI Linz mit, u. a. seit 1994 in der Beratungsgruppe und zeitweise in der Mediathek, war von 1994 bis 2002 deren Obmann und ist dort seit 2007 Finanzreferent. Seit 2000 ist er auch im Vorstand des Trägervereins der Zeitschrift PRIDE.
In der Landwehr war Bartel Kompaniekommandant und im SK Voest Trainer der Sektion Fechten. Gemeinsam mit seinem Lebensgefährten, dem Schauspieler, Sänger und Regisseur Karl M. Sibelius, zieht er seit 2005 dessen Adoptivtochter auf.

## Veröffentlichungen
- Organisationsgrösse und Effizienz. Theoretische Grundlagen und erste empirische Evidenz für die Industriebetriebe Oberösterreichs. Verlag der wirtschaftswissenschaftlichen Gesellschaften Österreichs, Wien 1989, ISBN 3-85369-757-7.
- mit Friedrich Schneider: Gemeinwirtschaft versus Privatwirtschaft. Ein Effizienzvergleich. Manz, Wien 1989, ISBN 3-214-06994-2.
- mit Gerald Pruckner: Deficit spending and stabilization behaviour in Austria. An empirical analysis of the budget balance in the central and general government sector. In: Schriftenreihe des Ludwig Boltzmann-Instituts für ökonomische Analysen wirtschaftspolitischer Aktivitäten. Band 7. Manz, Wien 1992
- mit Franz Hackl: Einführung in die Umweltpolitik (WiSo-Kurzlehrbücher). Vahlen, München 1994 & 2001, ISBN 3-8006-1866-4.
- mit Hermann Kepplinger und Johannes Pointner: Besser als Neoliberalismus: Solidarische Wirtschaftspolitik. ÖGB, Wien 2006, ISBN 3-7035-1092-7.
- Als Herausgeber mit Ilona Horwath, Waltraud Kannonier-Finster, Maria Mesner, Erik Pfefferkorn, Meinrad Ziegler: Heteronormativität und Homosexualitäten. Studien Verlag, Innsbruck, Wien 2008, ISBN 3-7065-4529-2.